# William Cavendish-Bentinck (3. książę Portland)
William Henry Cavendish Cavendish-Bentinck (ur. 14 kwietnia 1738 w hrabstwie Nottinghamshire, zm. 30 października 1809 w Bulstrode Park w hrabstwie Buckinghamshire) – brytyjski arystokrata i polityk, dwukrotny premier Wielkiej Brytanii, w trakcie swojej kariery politycznej związany był zarówno z wigami, jak i z torysami.

## Życiorys
Przyszły premier był najstarszym synem Williama Bentincka, 2. księcia Portland, i lady Margaret Harley, córki 2. hrabiego Oxford i Mortimer. Od urodzenia nosił tytuł grzecznościowy „markiza Titchfield”. Nosił nazwisko „Bentinck”, które w 1801 r. zmienił na „Cavendish-Bentinck”. Wykształcenie odebrał w Westminster School oraz w Christ Church na Uniwersytecie Oksfordzkim. W 1761 r. został wybrany do Izby Gmin jako reprezentant okręgu Weobley. Po śmierci ojca w 1762 r. odziedziczył tytuł 3. księcia Portland i zasiadł w Izbie Lordów.
Portland był związany z arystokratycznym stonnictwem wigów kierowanym przez lorda Rockinghama. W jego pierwszym rządzie, w latach 1765–1766, Portland był Lordem Szambelanem. W drugim, w 1782 r., Lordem Namiestnikiem Irlandii. Po śmierci Rockinghama w sierpniu 1782 r. Portland związał się z grupą zwolenników Charlesa Jamesa Foxa i wraz z nimi odmówił przystąpienia do gabinetu lorda Shelburne’a.
W kwietniu 1783 r. Portland stanął na czele koalicyjnego gabinetu z tytułami pierwszego lorda skarbu i przewodniczącego Izby Lordów. Stanowisko Portlanda było czysto tytularne, a właściwa władza znalazła się w rękach Charlesa Jamesa Foxa i lorda Northa (stąd też rząd ten jest znany jako Fox-North Coalition). Gabinet pod nominalnym kierownictwem Portlanda upadł już w grudniu 1783 r.
W tym czasie podpisany został Pokój wersalski z 3 września 1783 r.
Książę Portland został w 1789 r. jednym z wiceprezesów London’s Foundling Hospital. W 1793 r. został jego prezesem. W tym czasie nastąpił jego rozłam z partią wigów, związany z niechętnym stosunkiem księcia wobec wydarzeń rewolucji francuskiej. W 1794 r. Portland został ministrem spraw wewnętrznych w rządzie Williama Pitta Młodszego (przyczynił się do przyjęcia Aktu unii). W 1801 r. został Lordem Przewodniczącym Rady, a w latach 1805–1806 był ministrem bez teki.
Po upadku Gabinetu Wszystkich Talentów w marcu 1807 r. Portland ponownie stanął na czele brytyjskiego rządu, ale faktyczna władza znowu znalazła się w rękach jego ministrów, m.in. Canninga, Castlereagha, Hawkesbury’ego i Percevala. W okresie urzędowania Portlanda Wielka Brytania zaangażowała się w wojnę na Półwyspie Iberyjskim.
Pod koniec 1809 r. pogarszający się stan zdrowia oraz konflikty pomiędzy ministrami, zwieńczone pojedynkiem Canninga z Castleraghem, sprawiły, że Portland podał się do dymisji. Zmarł niedługo później. Nowym premierem został Spencer Perceval.

## Życie prywatne
8 listopada 1766 r. poślubił lady Dorothy Cavendish (27 sierpnia 1750 – 3 czerwca 1794), córkę Williama Cavendisha, 4. księcia Devonshire, i lady Charlotte Boyle, córki 3. hrabiego Burlington. William i Dorothy mieli razem czterech synów i dwie córki:
- Charlotte Cavendish-Bentinck (zm. 28 lipca 1862), żona Charlesa Greville’a, miała dzieci
- Mary Cavendish-Bentinck (zm. 6 listopada 1843)
- William Henry Cavendish Cavendish-Scott-Bentinck (24 czerwca 1768 – 27 marca 1854), 4. książę Portland
- William Henry Cavendish-Bentinck (14 września 1774 – 17 czerwca 1839)
- William Charles Augustus Cavendish-Bentinck (3 października 1780 – 28 kwietnia 1826)
- Frederick Cavendish-Bentinck (2 listopada 1781 – 11 lutego 1828)